# Killing Me Softly
Killing Me Softly (Suavemente me mata en España y Mátame suavemente en México), es una película erótica estadounidense de 2001 dirigido por Chen Kaige, protagonizado por Heather Graham y Joseph Fiennes y basado en una novela de Nicci French (Sean French), que introduce grandes cambios en el guion con respecto a la novela, y está cargado de intensas relaciones sexuales entre los protagonistas (al menos durante la primera mitad de la película).

## Argumento
Alice (Heather Graham) es una joven profesional la cual trabaja haciendo páginas web y otras publicidades, vive en Londres hace poco y suele ser una chica solitaria, de cuya familia no se sabe mucho y vive con su novio Jake (Jason Hughes) en un suburbio; en cambio es poco feliz, así que cada mañana mantiene una rutina hacia su trabajo y toma el tren.  Una de esas mañanas ve a un atractivo joven que coincide en una intersección, de inmediato Alice se siente atraída y lo espía mientras este entra a una librería. Alice toma valor, y se acerca al joven, llamado Adam (Joseph Fiennes), quien al parecer le corresponde. Es así que ese mismo día Alice mantiene una tórrida tarde de pasión, culminando con un beso, tal vez no lo vuelva a ver pero Alice siente curiosidad y al transcurrir los días descubre que ese joven se llama Adam y es un aficionado escalador de montañas y escritor.
Alice y Adam, mantienen relaciones sexuales y al parecer se enamoran profundamente, y aunque Alice tiene dudas rompe su compromiso con Jake. Adam, mientras tanto, demuestra ser un caballero, consiente a Alice e inclusive la salva de un atraco. Sylvie (Amy Robbins), la única amiga que tiene, le aconseja tener precaución con un hombre que apenas conoce. Adam le pide a Alice casarse, y ambos en su locura se casan sin pensarlo, pasan su luna de miel en una cabaña cerca de unas montañas y a su vez se descubre el lado fetiche de Adam. Posteriormente, Alice empieza a recibir cartas anónimas de alguien que le sugiere que conozca bien al hombre con quien se ha casado. Alice comienza a tener curiosidad y dudas ya que la realidad es que toda su relación con Adam ha sido precipitada, solo lo conoce por medio de la publicidad, entrevistas y revistas y que mantuvo una corta relación con una joven que falleció mientras escalaba con un grupo y se llamaba Francis. Alice, mientras lleva a cabo una reunión de trabajo, recibe una llamada de Johanna, una periodista que le dice que ha recibido una carta de una tal Michelle, Alice pide copia y se entera de que Michelle habría sido violada hace años por Adam. Alice no tiene idea qué hacer, al mismo tiempo cree que Michelle solo busca extorsionar a Adam con su increíble historia. Es así que Alice en su curiosidad descubre unas cartas que Adam guarda en un armario bajo llave. Las cartas corresponden a una chica llamada Adelle, quien estaba casada y desapareció hace unos meses, Alice descubre que esa misma joven se había tomado una foto desnuda junto a un ángel, Alice se había tomado una foto con la misma pose, junto al mismo ángel en su luna de miel.
Cuando Alice confronta a Adam, este se torna confuso y a su vez violento, es así que Alice escapa y alerta a las autoridades. La policía no cree la versión de Alice, y esta busca ayuda en casa de Deborah (Natasha McElhone), la hermana de Adam. Deborah, le confiesa a Alice que cree que su hermano asesinó a Francis y su grupo, ya que esta había terminado su relación con él, también le confirma que ella le ha enviado las cartas ánonimas y teme que su hermano sea un asesino, pero la historia toma un giro inesperado cuando Alice descubre el cadáver de Adelle enterrado junto al ángel y que el cuerpo lleva un collar que Deborah le había regalado. Alice confundida le pregunta a Deborah por qué le habría regalado un collar similar a ella, Deborah explota y confirma que ella asesinó a Adelle y a Francis, ya que está obsesionada con Adam y que en su adolescencia habían mantenido relaciones incestuosas. Adam llega en ese momento y forcejea con Deborah quien intenta asesinarle, pero Alice toma una pistola de bengala y le da muerte a Deborah. Finalmente, la pasión destruyó la confianza, y pasan dos años, mientras Alice se encuentra en la estación del tren, ve a Adam, ambos se sonríen como dos desconocidos y continúan su camino.

## Ficha Artística
- Heather Graham (Alice)
- Joseph Fiennes (Adam)
- Natascha McElhone (Deborah)
- Ulrich Thomsen (Klaus)
- Ian Hart (Oficial de Policía "mayor")
- Jason Hughes (Jake)
- Kika Markham (Sra. Blanchard)
- Amy Robbins (Sylvie)
- Yasmin Bannerman (Joanna)
- Rebecca Palmer (Michelle)
- Ronan Vibert (Jefe de Alice)
- Olivia Poulet (Secretaria de Alice)
- Ian Aspinall (Compañero de trabajo de Alice)
- Helen Grace (Compañera de trabajo de Alice)